# Diplodocoidea
A Diplodocoidea sauropoda dinoszauruszok egy öregcsaládja volt, amely magába foglalta minden idők leghosszabb állatait, olyan óriásokat, mint a Supersaurus, Diplodocus, Apatosaurus és az Amphicoelias.
Legtöbbjüknek nagyon hosszú nyaka és hosszú, korbácsszerű farka volt. A szintén közéjük tartozó dicraeosaurusoknak azonban ismét megrövidült a nyakuk, valószínűleg azért, hogy a földhöz közelebbi növényeket legelhessék. Ezt a fajta alkalmazkodást a végletekig vitte a különösen rövid nyakú Brachytrachelopan nemzetség.

## Taxonómiájuk
Alrendág Sauropoda
- Öregcsalád Diplodocoidea
  - Amazonsaurus
  - Rebbachisauroidea
    - Histriasaurus
    - Család Rebbachisauridae
      - Cathartesaura
      - Limaysaurus
      - Nigersaurus
      - Nopcsaspondylus
      - Rayososaurus
      - Rebbachisaurus

  - Flagellicaudata (korbácsfarkúak)
    - Család Dicraeosauridae
      - Amargasaurus
      - Brachytrachelopan
      - Dicraeosaurus

    - Suuwassea
    - Család Diplodocidae
      -  ?Amphicoelias
      - Cetiosauriscus
      - Dinheirosaurus
      - Subfamily Apatosaurinae
        - Apatosaurus
        - Eobrontosaurus
        - Supersaurus

      - Subfamily Diplodocinae
        - Barosaurus
        - Diplodocus